# فرکاو
فرکوه (تاجیکستان) (به لاتین: Farkow) یک منطقهٔ مسکونی در تاجیکستان است که در ولایت سغد واقع شده‌است.

## خصوصیات
فرکوه ۰ نفر جمعیت دارد و ۲٬۴۴۱ متر بالاتر از سطح دریا واقع شده‌است.